# Thomas Hvenfelt
Thomas Daniel Hvenfelt (* 21. November 1970 in Nol als Thomas Andersson) ist ein ehemaliger schwedischer Fußballspieler.

## Sportlicher Werdegang
Hvenfelt entstammte der Jugend des IFK Göteborg, für den er im Juli 1990 anlässlich eines 0:0-Unentschiedens gegen Malmö FF in der Allsvenskan debütierte. Bis zum Saisonende kam er unregelmäßig vornehmlich als Einwechselspieler zum Einsatz, als die Mannschaft sich als Tabellenerste für die Meisterschafts-Play-Offs qualifizierte. Sowohl in den zwei Halbfinalspielen gegen Örebro SK als auch in Hin- und Rückspiel um die Meisterschaft gegen IFK Norrköping kam er als Einwechselspieler zum Einsatz und gewann nach einem 3:0-Auswärtserfolg durch ein 0:0-Remis den Titel. Im Folgejahr gelang die Titelverteidigung, wobei die Endrunde nun in Ligaform ausgetragen wurde. Dabei hatte er beim 4:0-Auswärtserfolg bei Örebro SK am 24. Juli 1991 sein erstes Ligator erzielt. Während er nur zwei Spiele in der regulären Saison gemacht hatte, stand er bei neun der zehn Endrundenspiele ebenso wie im Endspiel um den Schwedischen Landespokal 1991 in der Startformation. Durch einen 3:2-Erfolg nach Golden Goal, bei dem Peter Eriksson den entscheidenden Treffer erzielte, gelang der Gewinn des Doubles.
In der Spielzeit 1992 standen für Hvenfelt sechs Ligaspiele, aber erneut neun Endrundeneinsätze zu Buche. Als Tabellenfünfter verpasste der Klub jedoch den erneuten Titelgewinn deutlich, erreichte aber in der neu geschaffenen UEFA Champions League in der Spielzeit 1992/93. Dort bestritt er vier Gruppenspiele, als die Mannschaft als Tabellenzweite hinter dem AC Mailand den Einzug ins Finalspiel verpasste. Während er in der Spielzeit 1993 ohne Spielbeteiligung blieb, gewann er in der Spielzeit 1994 nach 18 Meisterschaftsspielen und einem Torerfolg erneut den Titel. Beim dritten Titelgewinn in Serie in der folgenden Spielzeit blieb er abermals ohne Saisonspiel. 
Nach Ende der Spielzeit 1995 verließ Hvenfelt IFK Göteborg und wechselte zum zweitklassig spielenden Lokalrivalen GAIS. Mit dem Klub stieg er 1999 in die Allsvenskan auf, am Ende der Spielzeit 2000 beendete er jedoch seine höherklassige Karriere und schloss sich dem seinerzeit aufstrebenden Drittligisten Ytterby IS an. Dort war er später auch als Trainer tätig.
Hvenfelt war Juniorennationalspieler. Mit der schwedischen U-21-Auswahlmannschaft nahm er 1992 an der U-21-Europameisterschaft teil. Mit der Mannschaft erreichte er die Endspiele gegen Italien, in denen trotz eines 1:0-Rückspielerfolgs nach einem Tor von Pascal Simpson nach einer 0:2-Hinspielniederlage der Titelgewinn verpasst wurde.
Hvenfelt ist mit der ehemaligen schwedischen Handballspielerin Liselotte Hvenfelt verheiratet, die gemeinsame Tochter Sofia Hvenfelt spielt ebenfalls Handball.